# Kandahary

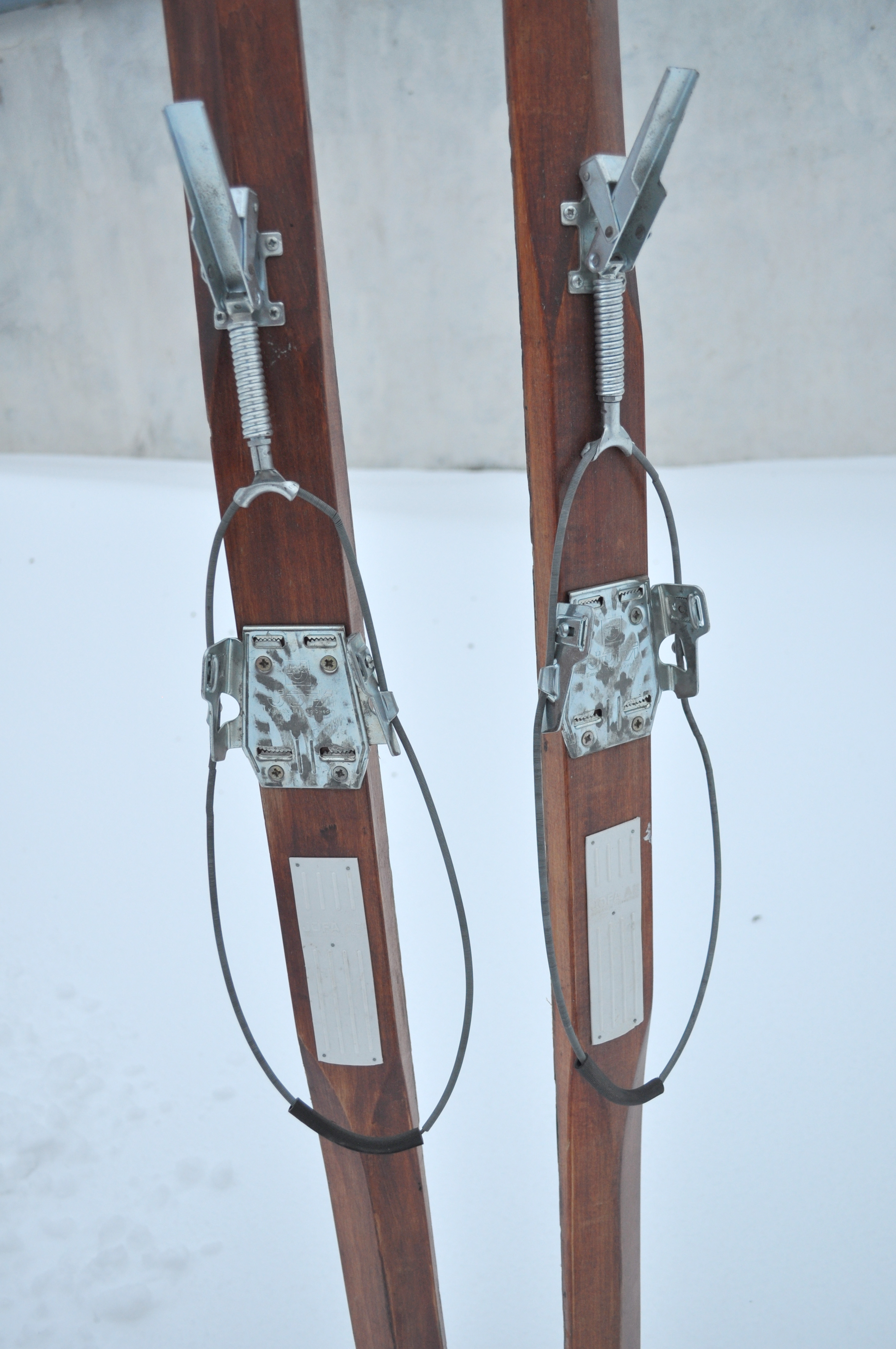
wiązania kandaharowe (ze zdjętym paskiem)

Kandahary – historyczny, lecz spotykany sporadycznie typ wiązań narciarskich.
Kandahary składają się z trzech zasadniczych elementów:
- sztywne szczęki obejmujące wystające części zelówki z przodu buta,
- zapinany pasek przytrzymujący but od góry,
- linka obejmująca but i dociskająca go do szczęk.

Wiązanie bardzo dobrze sprawuje się przy podejściu i bieganiu na nartach, jednak podczas zjazdu z uwagi na słabe przenoszenie sił skręcających, wymagają zastosowania bardzo starej techniki zjazdu zwanej telemarkiem.